# 1024
Portal Geschichte | Portal Biografien | Aktuelle Ereignisse | Jahreskalender | Tagesartikel

◄ |
10. Jahrhundert |
11. Jahrhundert
| 12. Jahrhundert | ►

◄ |
990er |
1000er |
1010er |
1020er
| 1030er | 1040er | 1050er | ►

◄◄ |
◄ |
1020 |
1021 |
1022 |
1023 |
1024
| 1025 | 1026 | 1027 | 1028 | ► | ►►
Staatsoberhäupter  · Nekrolog
| Januar | Januar | Januar | Januar | Januar | Januar | Januar | Januar |
| Kw     | Mo     | Di     | Mi     | Do     | Fr     | Sa     | So     |
| ------ | ------ | ------ | ------ | ------ | ------ | ------ | ------ |
| 1      |        |        | 1      | 2      | 3      | 4      | 5      |
| 2      | 6      | 7      | 8      | 9      | 10     | 11     | 12     |
| 3      | 13     | 14     | 15     | 16     | 17     | 18     | 19     |
| 4      | 20     | 21     | 22     | 23     | 24     | 25     | 26     |
| 5      | 27     | 28     | 29     | 30     | 31     |        |        |

| Februar | Februar | Februar | Februar | Februar | Februar | Februar | Februar |
| Kw      | Mo      | Di      | Mi      | Do      | Fr      | Sa      | So      |
| ------- | ------- | ------- | ------- | ------- | ------- | ------- | ------- |
| 5       |         |         |         |         |         | 1       | 2       |
| 6       | 3       | 4       | 5       | 6       | 7       | 8       | 9       |
| 7       | 10      | 11      | 12      | 13      | 14      | 15      | 16      |
| 8       | 17      | 18      | 19      | 20      | 21      | 22      | 23      |
| 9       | 24      | 25      | 26      | 27      | 28      | 29      |         |

| März | März | März | März | März | März | März | März |
| Kw   | Mo   | Di   | Mi   | Do   | Fr   | Sa   | So   |
| ---- | ---- | ---- | ---- | ---- | ---- | ---- | ---- |
| 9    |      |      |      |      |      |      | 1    |
| 10   | 2    | 3    | 4    | 5    | 6    | 7    | 8    |
| 11   | 9    | 10   | 11   | 12   | 13   | 14   | 15   |
| 12   | 16   | 17   | 18   | 19   | 20   | 21   | 22   |
| 13   | 23   | 24   | 25   | 26   | 27   | 28   | 29   |
| 14   | 30   | 31   |      |      |      |      |      |

| April | April | April | April | April | April | April | April |
| Kw    | Mo    | Di    | Mi    | Do    | Fr    | Sa    | So    |
| ----- | ----- | ----- | ----- | ----- | ----- | ----- | ----- |
| 14    |       |       | 1     | 2     | 3     | 4     | 5     |
| 15    | 6     | 7     | 8     | 9     | 10    | 11    | 12    |
| 16    | 13    | 14    | 15    | 16    | 17    | 18    | 19    |
| 17    | 20    | 21    | 22    | 23    | 24    | 25    | 26    |
| 18    | 27    | 28    | 29    | 30    |       |       |       |

| Mai | Mai | Mai | Mai | Mai | Mai | Mai | Mai |
| Kw  | Mo  | Di  | Mi  | Do  | Fr  | Sa  | So  |
| --- | --- | --- | --- | --- | --- | --- | --- |
| 18  |     |     |     |     | 1   | 2   | 3   |
| 19  | 4   | 5   | 6   | 7   | 8   | 9   | 10  |
| 20  | 11  | 12  | 13  | 14  | 15  | 16  | 17  |
| 21  | 18  | 19  | 20  | 21  | 22  | 23  | 24  |
| 22  | 25  | 26  | 27  | 28  | 29  | 30  | 31  |

| Juni | Juni | Juni | Juni | Juni | Juni | Juni | Juni |
| Kw   | Mo   | Di   | Mi   | Do   | Fr   | Sa   | So   |
| ---- | ---- | ---- | ---- | ---- | ---- | ---- | ---- |
| 23   | 1    | 2    | 3    | 4    | 5    | 6    | 7    |
| 24   | 8    | 9    | 10   | 11   | 12   | 13   | 14   |
| 25   | 15   | 16   | 17   | 18   | 19   | 20   | 21   |
| 26   | 22   | 23   | 24   | 25   | 26   | 27   | 28   |
| 27   | 29   | 30   |      |      |      |      |      |

| Juli | Juli | Juli | Juli | Juli | Juli | Juli | Juli |
| Kw   | Mo   | Di   | Mi   | Do   | Fr   | Sa   | So   |
| ---- | ---- | ---- | ---- | ---- | ---- | ---- | ---- |
| 27   |      |      | 1    | 2    | 3    | 4    | 5    |
| 28   | 6    | 7    | 8    | 9    | 10   | 11   | 12   |
| 29   | 13   | 14   | 15   | 16   | 17   | 18   | 19   |
| 30   | 20   | 21   | 22   | 23   | 24   | 25   | 26   |
| 31   | 27   | 28   | 29   | 30   | 31   |      |      |

| August | August | August | August | August | August | August | August |
| Kw     | Mo     | Di     | Mi     | Do     | Fr     | Sa     | So     |
| ------ | ------ | ------ | ------ | ------ | ------ | ------ | ------ |
| 31     |        |        |        |        |        | 1      | 2      |
| 32     | 3      | 4      | 5      | 6      | 7      | 8      | 9      |
| 33     | 10     | 11     | 12     | 13     | 14     | 15     | 16     |
| 34     | 17     | 18     | 19     | 20     | 21     | 22     | 23     |
| 35     | 24     | 25     | 26     | 27     | 28     | 29     | 30     |
| 36     | 31     |        |        |        |        |        |        |

| September | September | September | September | September | September | September | September |
| Kw        | Mo        | Di        | Mi        | Do        | Fr        | Sa        | So        |
| --------- | --------- | --------- | --------- | --------- | --------- | --------- | --------- |
| 36        |           | 1         | 2         | 3         | 4         | 5         | 6         |
| 37        | 7         | 8         | 9         | 10        | 11        | 12        | 13        |
| 38        | 14        | 15        | 16        | 17        | 18        | 19        | 20        |
| 39        | 21        | 22        | 23        | 24        | 25        | 26        | 27        |
| 40        | 28        | 29        | 30        |           |           |           |           |

| Oktober | Oktober | Oktober | Oktober | Oktober | Oktober | Oktober | Oktober |
| Kw      | Mo      | Di      | Mi      | Do      | Fr      | Sa      | So      |
| ------- | ------- | ------- | ------- | ------- | ------- | ------- | ------- |
| 40      |         |         |         | 1       | 2       | 3       | 4       |
| 41      | 5       | 6       | 7       | 8       | 9       | 10      | 11      |
| 42      | 12      | 13      | 14      | 15      | 16      | 17      | 18      |
| 43      | 19      | 20      | 21      | 22      | 23      | 24      | 25      |
| 44      | 26      | 27      | 28      | 29      | 30      | 31      |         |

| November | November | November | November | November | November | November | November |
| Kw       | Mo       | Di       | Mi       | Do       | Fr       | Sa       | So       |
| -------- | -------- | -------- | -------- | -------- | -------- | -------- | -------- |
| 44       |          |          |          |          |          |          | 1        |
| 45       | 2        | 3        | 4        | 5        | 6        | 7        | 8        |
| 46       | 9        | 10       | 11       | 12       | 13       | 14       | 15       |
| 47       | 16       | 17       | 18       | 19       | 20       | 21       | 22       |
| 48       | 23       | 24       | 25       | 26       | 27       | 28       | 29       |
| 49       | 30       |          |          |          |          |          |          |

| Dezember | Dezember | Dezember | Dezember | Dezember | Dezember | Dezember | Dezember |
| Kw       | Mo       | Di       | Mi       | Do       | Fr       | Sa       | So       |
| -------- | -------- | -------- | -------- | -------- | -------- | -------- | -------- |
| 49       |          | 1        | 2        | 3        | 4        | 5        | 6        |
| 50       | 7        | 8        | 9        | 10       | 11       | 12       | 13       |
| 51       | 14       | 15       | 16       | 17       | 18       | 19       | 20       |
| 52       | 21       | 22       | 23       | 24       | 25       | 26       | 27       |
| 53       | 28       | 29       | 30       | 31       |          |          |          |

| Januar | Januar | Januar | Januar | Januar | Januar | Januar | Januar |
| Kw     | Mo     | Di     | Mi     | Do     | Fr     | Sa     | So     |
| ------ | ------ | ------ | ------ | ------ | ------ | ------ | ------ |
| 1      |        |        | 1      | 2      | 3      | 4      | 5      |
| 2      | 6      | 7      | 8      | 9      | 10     | 11     | 12     |
| 3      | 13     | 14     | 15     | 16     | 17     | 18     | 19     |
| 4      | 20     | 21     | 22     | 23     | 24     | 25     | 26     |
| 5      | 27     | 28     | 29     | 30     | 31     |        |        |

| Februar | Februar | Februar | Februar | Februar | Februar | Februar | Februar |
| Kw      | Mo      | Di      | Mi      | Do      | Fr      | Sa      | So      |
| ------- | ------- | ------- | ------- | ------- | ------- | ------- | ------- |
| 5       |         |         |         |         |         | 1       | 2       |
| 6       | 3       | 4       | 5       | 6       | 7       | 8       | 9       |
| 7       | 10      | 11      | 12      | 13      | 14      | 15      | 16      |
| 8       | 17      | 18      | 19      | 20      | 21      | 22      | 23      |
| 9       | 24      | 25      | 26      | 27      | 28      | 29      |         |

| März | März | März | März | März | März | März | März |
| Kw   | Mo   | Di   | Mi   | Do   | Fr   | Sa   | So   |
| ---- | ---- | ---- | ---- | ---- | ---- | ---- | ---- |
| 9    |      |      |      |      |      |      | 1    |
| 10   | 2    | 3    | 4    | 5    | 6    | 7    | 8    |
| 11   | 9    | 10   | 11   | 12   | 13   | 14   | 15   |
| 12   | 16   | 17   | 18   | 19   | 20   | 21   | 22   |
| 13   | 23   | 24   | 25   | 26   | 27   | 28   | 29   |
| 14   | 30   | 31   |      |      |      |      |      |

| April | April | April | April | April | April | April | April |
| Kw    | Mo    | Di    | Mi    | Do    | Fr    | Sa    | So    |
| ----- | ----- | ----- | ----- | ----- | ----- | ----- | ----- |
| 14    |       |       | 1     | 2     | 3     | 4     | 5     |
| 15    | 6     | 7     | 8     | 9     | 10    | 11    | 12    |
| 16    | 13    | 14    | 15    | 16    | 17    | 18    | 19    |
| 17    | 20    | 21    | 22    | 23    | 24    | 25    | 26    |
| 18    | 27    | 28    | 29    | 30    |       |       |       |

| Mai | Mai | Mai | Mai | Mai | Mai | Mai | Mai |
| Kw  | Mo  | Di  | Mi  | Do  | Fr  | Sa  | So  |
| --- | --- | --- | --- | --- | --- | --- | --- |
| 18  |     |     |     |     | 1   | 2   | 3   |
| 19  | 4   | 5   | 6   | 7   | 8   | 9   | 10  |
| 20  | 11  | 12  | 13  | 14  | 15  | 16  | 17  |
| 21  | 18  | 19  | 20  | 21  | 22  | 23  | 24  |
| 22  | 25  | 26  | 27  | 28  | 29  | 30  | 31  |

| Juni | Juni | Juni | Juni | Juni | Juni | Juni | Juni |
| Kw   | Mo   | Di   | Mi   | Do   | Fr   | Sa   | So   |
| ---- | ---- | ---- | ---- | ---- | ---- | ---- | ---- |
| 23   | 1    | 2    | 3    | 4    | 5    | 6    | 7    |
| 24   | 8    | 9    | 10   | 11   | 12   | 13   | 14   |
| 25   | 15   | 16   | 17   | 18   | 19   | 20   | 21   |
| 26   | 22   | 23   | 24   | 25   | 26   | 27   | 28   |
| 27   | 29   | 30   |      |      |      |      |      |

| Juli | Juli | Juli | Juli | Juli | Juli | Juli | Juli |
| Kw   | Mo   | Di   | Mi   | Do   | Fr   | Sa   | So   |
| ---- | ---- | ---- | ---- | ---- | ---- | ---- | ---- |
| 27   |      |      | 1    | 2    | 3    | 4    | 5    |
| 28   | 6    | 7    | 8    | 9    | 10   | 11   | 12   |
| 29   | 13   | 14   | 15   | 16   | 17   | 18   | 19   |
| 30   | 20   | 21   | 22   | 23   | 24   | 25   | 26   |
| 31   | 27   | 28   | 29   | 30   | 31   |      |      |

| August | August | August | August | August | August | August | August |
| Kw     | Mo     | Di     | Mi     | Do     | Fr     | Sa     | So     |
| ------ | ------ | ------ | ------ | ------ | ------ | ------ | ------ |
| 31     |        |        |        |        |        | 1      | 2      |
| 32     | 3      | 4      | 5      | 6      | 7      | 8      | 9      |
| 33     | 10     | 11     | 12     | 13     | 14     | 15     | 16     |
| 34     | 17     | 18     | 19     | 20     | 21     | 22     | 23     |
| 35     | 24     | 25     | 26     | 27     | 28     | 29     | 30     |
| 36     | 31     |        |        |        |        |        |        |

| September | September | September | September | September | September | September | September |
| Kw        | Mo        | Di        | Mi        | Do        | Fr        | Sa        | So        |
| --------- | --------- | --------- | --------- | --------- | --------- | --------- | --------- |
| 36        |           | 1         | 2         | 3         | 4         | 5         | 6         |
| 37        | 7         | 8         | 9         | 10        | 11        | 12        | 13        |
| 38        | 14        | 15        | 16        | 17        | 18        | 19        | 20        |
| 39        | 21        | 22        | 23        | 24        | 25        | 26        | 27        |
| 40        | 28        | 29        | 30        |           |           |           |           |

| Oktober | Oktober | Oktober | Oktober | Oktober | Oktober | Oktober | Oktober |
| Kw      | Mo      | Di      | Mi      | Do      | Fr      | Sa      | So      |
| ------- | ------- | ------- | ------- | ------- | ------- | ------- | ------- |
| 40      |         |         |         | 1       | 2       | 3       | 4       |
| 41      | 5       | 6       | 7       | 8       | 9       | 10      | 11      |
| 42      | 12      | 13      | 14      | 15      | 16      | 17      | 18      |
| 43      | 19      | 20      | 21      | 22      | 23      | 24      | 25      |
| 44      | 26      | 27      | 28      | 29      | 30      | 31      |         |

| November | November | November | November | November | November | November | November |
| Kw       | Mo       | Di       | Mi       | Do       | Fr       | Sa       | So       |
| -------- | -------- | -------- | -------- | -------- | -------- | -------- | -------- |
| 44       |          |          |          |          |          |          | 1        |
| 45       | 2        | 3        | 4        | 5        | 6        | 7        | 8        |
| 46       | 9        | 10       | 11       | 12       | 13       | 14       | 15       |
| 47       | 16       | 17       | 18       | 19       | 20       | 21       | 22       |
| 48       | 23       | 24       | 25       | 26       | 27       | 28       | 29       |
| 49       | 30       |          |          |          |          |          |          |

| Dezember | Dezember | Dezember | Dezember | Dezember | Dezember | Dezember | Dezember |
| Kw       | Mo       | Di       | Mi       | Do       | Fr       | Sa       | So       |
| -------- | -------- | -------- | -------- | -------- | -------- | -------- | -------- |
| 49       |          | 1        | 2        | 3        | 4        | 5        | 6        |
| 50       | 7        | 8        | 9        | 10       | 11       | 12       | 13       |
| 51       | 14       | 15       | 16       | 17       | 18       | 19       | 20       |
| 52       | 21       | 22       | 23       | 24       | 25       | 26       | 27       |
| 53       | 28       | 29       | 30       | 31       |          |          |          |

Im Jahr 1024 stirbt Kaiser Heinrich II. kinderlos, womit das Kaisergeschlecht der Ottonen ausstirbt. Mit der Krönung Konrads II. kommen die Salier im Heiligen Römischen Reich an die Macht. Aufgrund eines von Erzkanzler Aribo von Mainz ausgelösten Eklats um die Krönung von Konrads Gattin Gisela wird überdies der Übergang des mittelalterlichen Königskrönungsrechts von Mainz auf Köln eingeleitet.

## Ereignisse

### Politik und Weltgeschehen

#### Heiliges Römisches Reich
Nachdem Kaiser Heinrich II. bereits drei Monate in Bamberg krank darniedergelegen hat, begibt er sich auf eine Reise nach Magdeburg, um dort das Osterfest zu feiern. Nach den Feierlichkeiten bricht er auf und besucht zunächst Halberstadt und anschließend Goslar. Ein heftiger Rückfall zwingt ihn zu einem Aufenthalt in der Pfalz Grona bei Göttingen, wo er schließlich am 13. Juli an einem chronischen schmerzhaften Steinleiden stirbt. Da die Ehe mit Kunigunde von Luxemburg kinderlos geblieben ist, endete mit Heinrich II. die Zeit der Herrschaft der Ottonen. Während der etwa zweimonatigen Thronvakanz nach dem Tod ihres Mannes führt Kunigunde mit Hilfe ihrer Brüder Dietrich und Heinrich unangefochten die Reichsgeschäfte. Ebenso behält sie die Reichskleinodien in ihrer Gewalt.

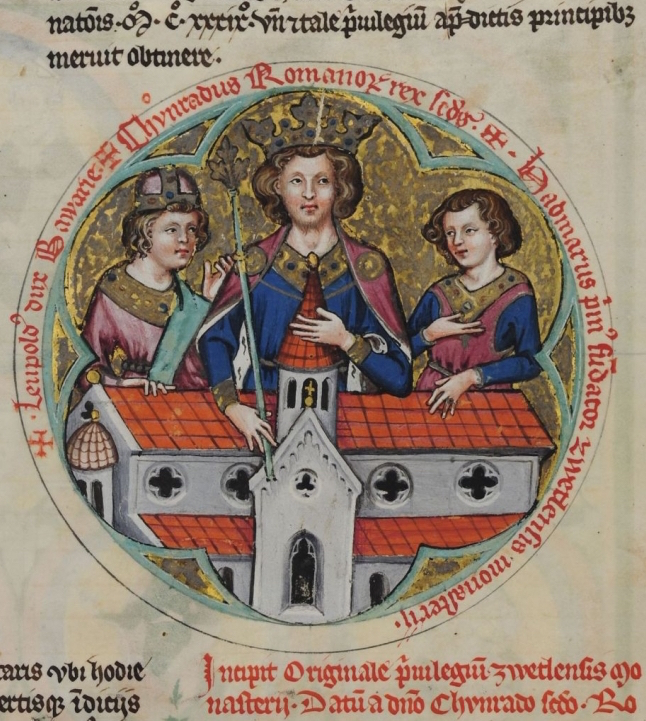
Konrad II. (Mitte) mit Leopold IV. von Bayern (links) und Hadmar I. von Kuenring, Federzeichnung 14. Jahrhundert

Am 4. September erfolgt in Kamba die Wahl von Konrad II. zum deutschen König auf dem nach diesem Ereignis benannten Königstuhl bei Lörzweiler. Damit beginnt die Zeit der Salier. Der Erzbischof von Mainz Aribo amtiert als Wahlleiter, macht sich für Konrad stark und gibt als erster seine Stimme für Konrad ab. Da der andere Kandidat für den Königsthron, Konrad der Jüngere, verzichtet und auch als erster der weltlichen Fürsten für den älteren Konrad stimmt, wird Konrad daraufhin einhellig gewählt. Die Wahl wird durch die Übergabe der Reichskleinodien durch die Kaiserwitwe Kunigunde bestätigt. Wenige Tage später, am 8. September, wird Konrad im Mainzer Dom durch Aribo gesalbt und zum König gekrönt.

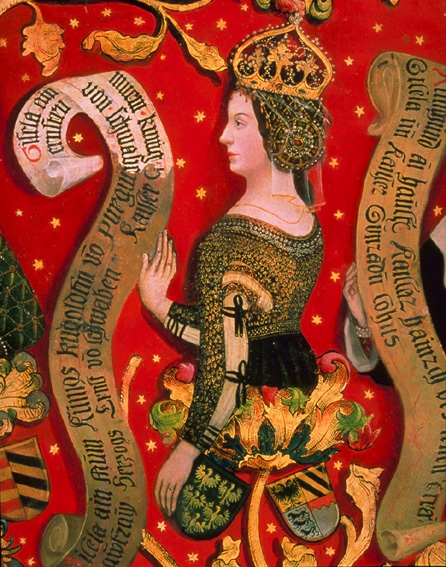
Gisela auf einem Tafelbild aus dem 15. Jahrhundert

Da Aribo aus nicht mehr sicher erkennbaren Gründen Konrads Gattin Gisela von Schwaben die Krönung verweigert, büßt er daraufhin das Mainzer Krönungsrecht ein. Warum er dies tut, ist umso unverständlicher, als Aribo seinen Kandidaten durchgesetzt hat und er vom neuen König wahrscheinlich direkt nach der Wahl zum Erzkanzler für Italien ernannt worden ist. Damit untersteht – neben der für die nördlichen Reichsteile – auch die italienische Abteilung der Kanzlei dem Mainzer Erzbischof. Der unterlegene Rivale Aribos, der Kölner Erzbischof Pilgrim, nutzt die Chance, das ihm bereits vom Papst verliehene Krönungsrecht auszuüben und endgültig für sich zu beanspruchen und krönt Gisela 13 Tage später am 21. September in Köln zu Beginn des sich anschließenden Königsumrittes.

#### Kiewer Rus

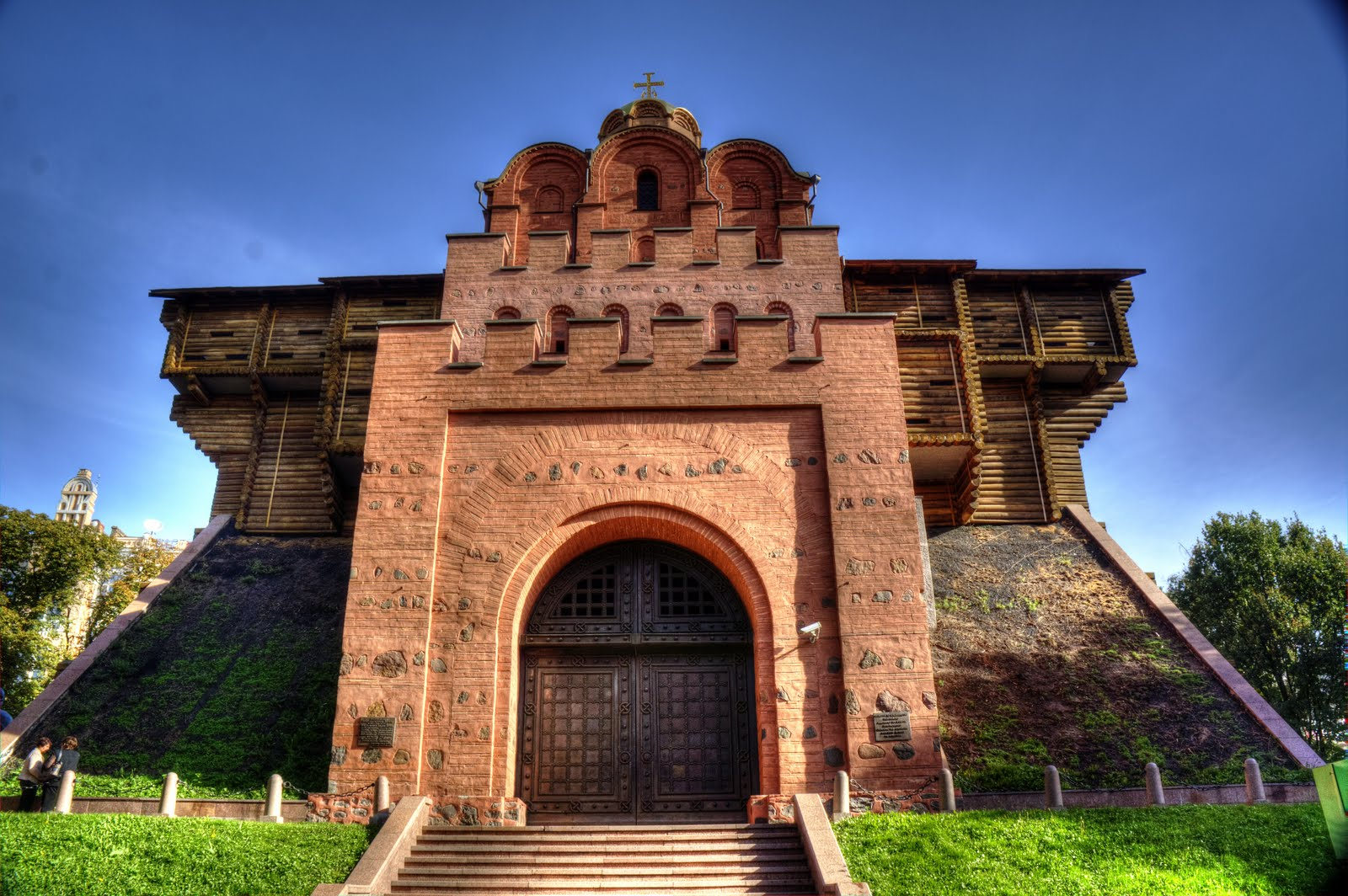
Das Goldene Tor von Kiew

Das im Auftrag des Kiewer Großfürsten Jaroslaw des Weisen errichtete Goldene Tor von Kiew wird nach siebenjähriger Bauzeit fertiggestellt. Als Muster diente das Goldene Tor von Konstantinopel.
Im Kampf der Söhne Wladimirs um die Nachfolge unterliegt Jaroslaws Warägertruppe unter Jakun den slawischen Kontingenten seines Bruders Mstislaw von Tschernigow in der Schlacht von Listwen.

#### Kalifat von Córdoba
Abd ar-Rahman V. aus der Dynastie der Umayyaden wird am 17. Januar nach nur sieben Wochen Herrschaft durch einen Aufstand gestürzt und hingerichtet. Muhammad III. wird von den Aufständischen als Kalif von Córdoba eingesetzt. 

#### Emirat Aleppo
Salih ibn Mirdas, Begründer der Dynastie der Mirdasiden, vertreibt Anuschtegin ad-Duzbiri, den Statthalter der Fatimiden in Palästina, aus Aleppo und erobert ein Gebiet von Baalbek über Homs, Aleppo, Manbidsch bis nach ar-Raqqa und Qalʿat ar-Rahba tief im Osten Syriens. 

#### Urkundliche Ersterwähnungen
- 5. Februar: In einer Urkunde des Klosters Ellwangen werden die Orte Hochtänn, Hüttlingen (Württemberg), Stödtlen und Wössingen erstmals erwähnt.
- Die russische Stadt Susdal wird erstmals schriftlich erwähnt.
- Der Schweizer Ort Vuiteboeuf wird erstmals urkundlich erwähnt.

### Wirtschaft
- Geschichte des Geldes#Entwicklung des Papiergeldes: Zur Kriegsfinanzierung werden im China der Song-Dynastie erstmals Banknoten ausgegeben.

### Kultur und Gesellschaft
- 18. August: Nach knapp dreieinhalb Jahren endet die japanische Ära (Nengō) Jian. Sie wird am folgenden Tag von der Ära Manju abgelöst.

### Religion

#### Papstwahl
Am 9. April stirbt Papst Benedikt VIII. in Rom. Durch Simonie wird sein Bruder Romanus von Tusculum zu seinem Nachfolger gewählt und nimmt den Namen Johannes XIX. an. Da er zu diesem Zeitpunkt Laie ist, erhält er entgegen dem Kanon alle Weihen an einem Tag.

#### Kirchenhierarchie
Gunther von Meißen wird Erzbischof von Salzburg, nachdem sein Vorgänger Hartwig am 5. Dezember des Vorjahres gestorben ist. Gunther ist der Sohn des Markgrafen Ekkehard von Meißen, seine Mutter ist die Billungerin Swanhilde. Er hat eine ausgezeichnete Bildung in der berühmten Schule Notkers von Lüttich erhalten und war vor seiner Ernennung zum Erzbischof Kanzler von Kaiser Heinrich II., womit Heinrich der traditionellen Bindung des Erzbischofs an den bayrischen Adel ein Ende setzt.
Nach dem Tod von Hugbert von Meißen um den 27. März weiht der Magdeburger Metropolit Humbert dessen Nachfolger Dietrich I. zum Bischof von Meißen.

#### Klostergründungen
Bei einer Wallfahrt nach Rom erhalten Pfalzgraf Ezzo von Lothringen und seine Frau Mathilde, eine Tochter Kaiser Ottos II. und seiner Frau Theophanu, Reliquien und ein Kreuz zur Gründung eines Klosters. Zurück in der Heimat wird Poppo von Stablo nach Vermittlung durch Erzbischof Pilgrim von Köln mit der Gründung einer Abtei in Brauweiler (der Abtei Brauweiler) beauftragt. Am 14. April erreichen sieben von Poppo entsandte Mönche den Ort und beginnen mit dem Bau des Klosters auf dem höchsten Punkt des Geländes.

## Geboren

### Geburtsdatum gesichert
- 13. Mai: Hugo von Cluny, Abt der Benediktinerabtei Cluny, Heiliger der katholischen Kirche († 1109)

### Genaues Geburtsdatum unbekannt
- Isjaslaw I., Großfürst von Kiew († 1078)

### Geboren um 1024
- Aribo II., Pfalzgraf von Bayern († 1102)
- Magnus I., König von Norwegen und Dänemark († 1047)

## Gestorben

### Todesdatum gesichert
- 17. Januar: Abd ar-Rahman V., Kalif von Córdoba (* 1001)
- um den 27. März: Hugbert, Bischof von Meißen
- 9. April: Theophylakt II. von Tusculum, unter dem Namen Benedikt VIII. Papst (* um 980)

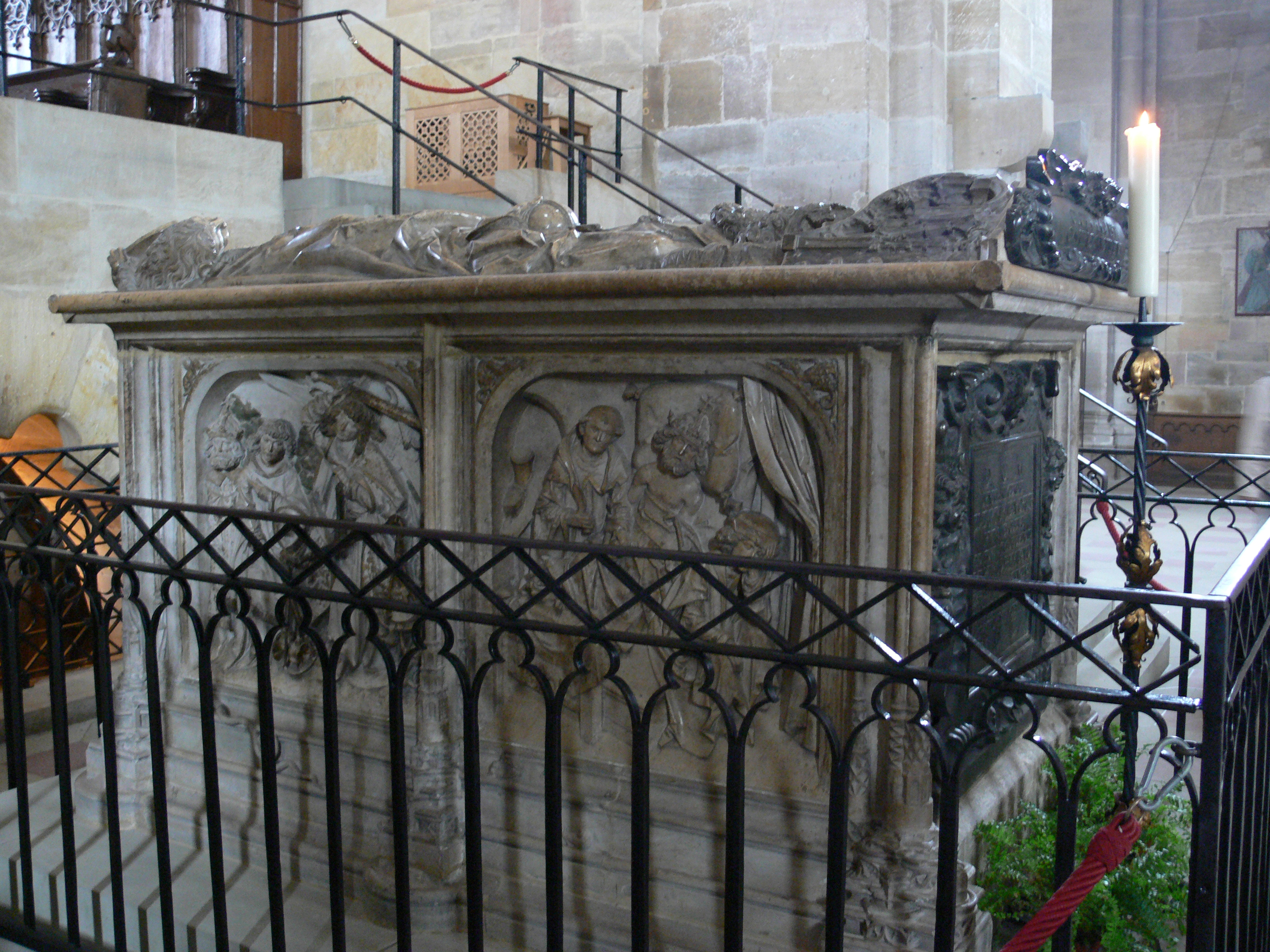
Heinrichs Kaisergrab im Bamberger Dom

- 13. Juli: Heinrich II., Kaiser des Heiligen Römischen Reiches (* 973/978)
- 15. Juli: Bezelin von Villingen, ostfränkischer Adeliger

### Genaues Todesdatum unbekannt
- ʿAbd al-Dschabbār ibn Ahmad, islamischer Theologe (* um 935)
- Hildegund von Geseke, Äbtissin des Frauenstifts Geseke
- Walo, Abt von Corvey

### Gestorben um 1024
- Erik Håkonsson, Jarl in Lade für Trøndelag und Hålogaland, Herrscher von Norwegen unter der Oberherrschaft Sven Gabelbarts und Jarl von Northumbria (* um 964)
- 1024 oder 1026/27: Seneqerim Johannes, König von Vaspurakan aus der Dynastie der Artsruni (* 968/969)